# Frunzenski raën
Il Frunzenski raën (distretto di Frunze, in bielorusso: Фрунзенскі раён) è uno dei raën in cui è suddivisa la capitale bielorussa di Minsk.